# Where Did You Sleep Last Night?
«Where Did You Sleep Last Night?» (с англ. — «Где ты спала прошлой ночью?»), также известна как «In the Pines» (с англ. — «В соснах») и «Black Girl» (с англ. — «Чёрная девушка») — американская народная песня, написанная приблизительно в 1870 году. Автор песни неизвестен, но она была записана большим количеством исполнителей в разных жанрах.
Одна из самых известных версий — акустическая, записанная американской рок-группой Nirvana в 1993 году и вошедшая в альбом MTV Unplugged in New York и в качестве промосингла в 1994 году. Эта версия является перепевкой влиятельного фолк-исполнителя Ледбелли, большим поклонником которого являлся Кобейн.

## Ранняя история песни
Как и многие другие фолк-песни, «Where Did You Sleep Last Night» передавалась из поколения в поколение. Первая напечатанная версия песни, составленная из собранного материала Сесилом Шарпом, появилась в 1917 году и состояла только из пяти строчек:
My girl, my girl, don’t lie to me
Tell me where did you sleep last night?
In the pines, in the pines
Where the sun don’t ever shine
I would shiver the whole night through.

## Версия Nirvana
Американская гранж-группа Nirvana начала исполнять «Where Did You Sleep Last Night» на своих концертах с 1990 года. Причем, в том же году Курт Кобейн принял участие в записи этой песни на дебютном альбоме Марка Ланегана The Winding Sheet. Возможно, именно от Ланегана он и узнал об этой песне.
В 1993 году акустическая версия песни была записана на концерте MTV Unplugged и впоследствии выпущена на альбоме MTV Unplugged in New York и в качестве промосингла в 1994 году уже после смерти лидера группы Курта Кобейна.
Соло-версия песни, записанная Куртом Кобейном у себя дома в 1990 году, была выпущена на сборнике раритетных песен With the Lights Out в 2004 году.